# Vitigis keleti gót király
Vitigis, más írásmóddal Vitiges, Witiges, Wittich (470/480 k. – 541/542) 536 és 540 között az osztrogótok királya. Végzetes háborúba bonyolódott a Bizánci Birodalommal.

## Élete
Amalasuintha egyetlen leányának, Matasuinthának férje, az osztrogót sereg hadvezére. A lemondatott és meggyilkolt Theodahadot követte a trónon; e véres eseményre akkor került sor, amikor a sikeres bizánci hadvezér, Belisarius előretört Róma felé.
Az új uralkodó csupán kis helyőrséget hagyott hátra az Örök Városban, és erőit Ravennában gyűjtötte össze, ahol uralmának legitimálása érdekében feleségül vette Matasuinthát Nagy Theuderich unokáját. Szilvériusz pápa azonban Vitigis távollétében Rómát átadta Belisariusnak.
Az osztrogótok 537-ben tértek vissza, és ostrom alá vették a várost (537–538). Belisarius védőseregét a vízvezetékek elvágásával akarta Vitigis legyőzni, de a víz a gót tábort változtatta maláriás mocsárrá. Amikor I. Justinianus keletrómai császár erősítést küldött, Vitigis kénytelen volt három hónapos fegyverszünetben megállapodni. Ezt viszont Belisarius szegte meg: Picenum megszállása után mind közelebbről fenyegette Ravennát. 538 márciusában a gótok kénytelenek voltak felhagyni Róma ostromával. Még két évig tartották magukat Észak-Itáliában, de 540 tavaszára már csak a ravennai erődítmény maradt a kezükön.
Az osztrogót állam megmentése érdekében Vitigis hajlandó volt lemondani, mire a gót törzsfők magát Belisariust hívták meg a trónra. A bizánci hadvezér az ajánlat elfogadásának ürügyén bevonult Ravennába, elfogatta Vitigist, Matasuinthát és a gót előkelőségeket, elkobozta Theuderich kincstárát, és a foglyokkal együtt Konstantinápolyba küldte. Miután Konstantinápolyban ariánus hitét megtagadván, az Atanáz-féle hitvallomást magáévá tette, a császár megbocsátott neki és Kis-Ázsiában nagy birtokokat és a szenátor és patricius címet ajándékozta neki.
Vitigis itt halt meg még ebben az évben, anélkül, hogy utódot hagyott volna hátra. Halála után neje, Matasuintha férjhez ment a bizánci császár unokaöccséhez, Germanus hadvezérhez.

## Egyéb
- Vitigis király pénzérméi